# Queen Jane Approximately
Queen Jane Approximately è un brano musicale scritto ed interpretato da  Bob Dylan, tratto dall'album Highway 61 Revisited del 1965. È stato pubblicato come singolo del lato B di One of Us Must Know (Sooner or Later) nel gennaio 1966. È stata incisa come cover da diversi artisti come i Grateful Dead e i  Four Seasons.

## Significato
Simile ad altre canzoni di Dylan di quel periodo, il cantante critica la protagonista di Queen Jane Approximately, avvertendola della sua imminente caduta in disgrazia.  Anche se il soggetto è molto somigliante a quello della celebre Like a Rolling Stone, Queen Jane Approximately si mostra più leggera e con una certa compassione per il tema trattato.  La maggiore critica che Dylan rivolge è sul falso mondo in cui vive Queen Jane, pieno di persone e comportamenti superficiali e rituali privi di significato.  Nonostante questo, invita anche la protagonista a venirlo a trovare, appena si fosse separata dalle sue distrazioni superficiali e impegnata a vivere onestamente, o appena avesse bisogno di qualcuno che le raccogliesse i suoi ultimi pezzi.  La canzone è divisa in cinque strofe, di cui le prime due trattano del rapporto che ha Queen Jane con la sua famiglia, le due successive della sua relazione con dei "cortigiani", mentre l'ultima della sua relazione con i banditi.  Questa struttura definisce essenzialmente una soluzione che permetta a Queen Jane di fuggire dalla situazione attuale, culminando con l'invito che il narratore le offre (And you want somebody you don't have to speak to / Won't you come see me Queen Jane?). La canzone descrive i vari atteggiamenti che assume la protagonista, quali l'aria di superiorità, l'arroganza, il disprezzo, oltre che alla compassione e al sarcasmo.

## Stile
La canzone è composta da una serie di quartine secondo lo schema ABAB. Ogni strofa è seguita dal ritornello che recita won't you come see me Queen Jane. Il basso, dall'inflessione spagnola, e le chitarre elettriche scordate e discordanti, che stonano con gli accordi del pianoforte e dell'organo, creano un suono vicino allo stile del garage rock. I musicisti di Queen Jane Approximately, oltre a Dylan, sono Mike Bloomfield alla chitarra elettrica e Al Kooper alla tastiera.

## Interpretazioni
Un dubbio che persiste è l'identificazione di Queen Jane, alla quale si riferisce il titolo della canzone.  Diverse speculazioni hanno portato a far coincidere il soggetto alle regine della famiglia Tudor Lady Jane Grey e Jane Seymour.  Molte deduzioni hanno portato alla figura di Joan Baez, data la somiglianza del nome Jane con Joan, e la reputazione di Bob Dylan e la Baez di re e regina della folk music. A questo si aggiunse anche la relazione tra i due e la partecipazione alla stesura dei testi delle canzoni di quel periodo. Nonostante ciò, nel 1965 Dylan dichiarò alla giornalista Nora Ephron che Queen Jane non fosse altro che un uomo.